# ミルチャ (ルーマニア王子)

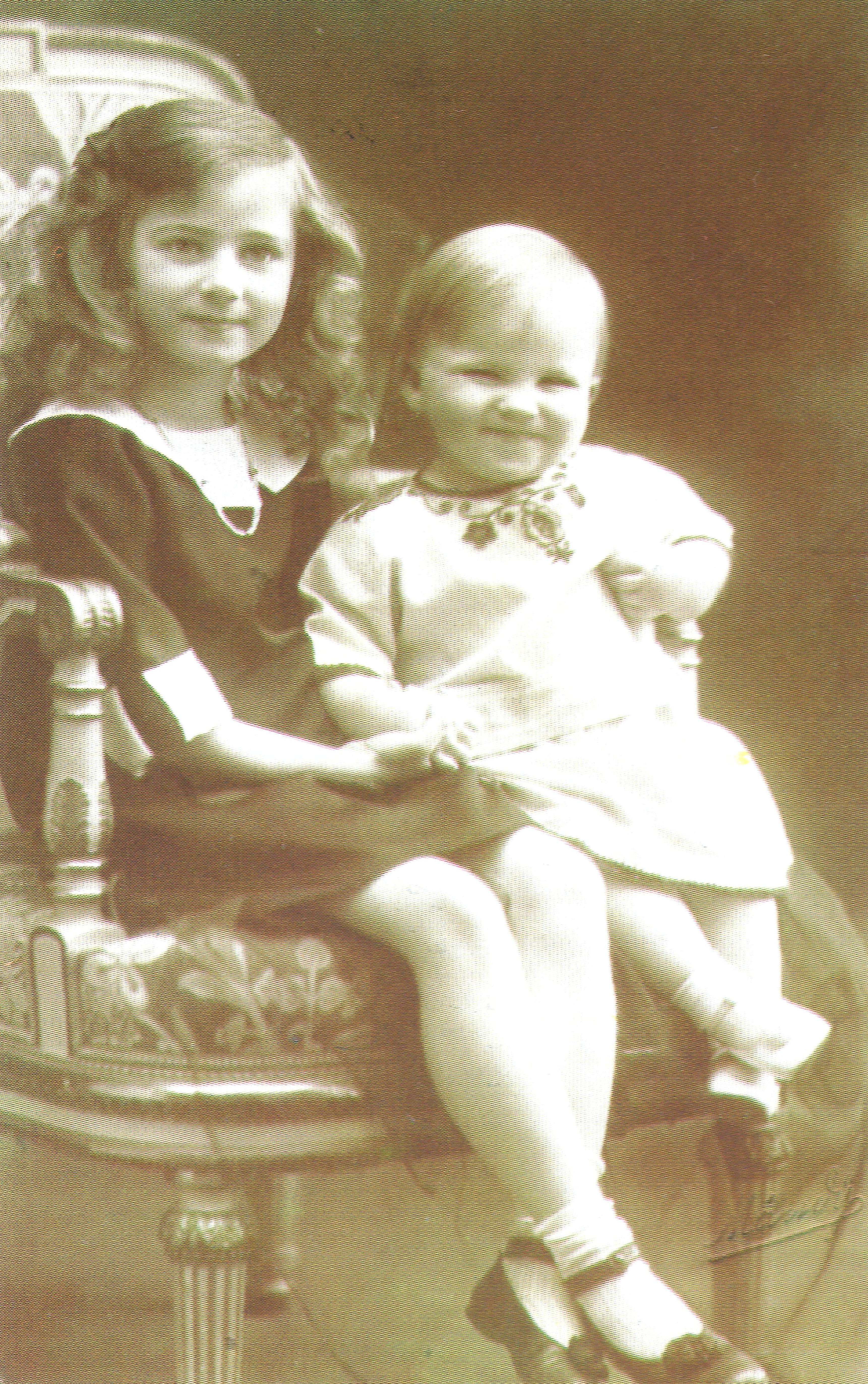
ミルチャ（右）と姉のイレアナ王女、1915年頃

ミルチャ・アル・ロムニエイ（Mircea, Principe al României, Principe de Hohenzollern, 1913年1月3日（ユリウス暦 1912年12月22日） - 1916年11月2日（ユリウス暦 10月21日））は、ルーマニア王フェルディナンド1世と王妃マリアの間の末息子。

## 生涯
フェルディナンド王太子とその妻でザクセン＝コーブルク＝ゴータ公アルフレッドの娘であるマリー・オブ・エディンバラの間の第6子、三男として生まれた。1913年2月2日（ユリウス暦 1月21日）にブカレスト王宮（現在のルーマニア国立美術館）で正教徒として洗礼を受けた。洗礼の代父母はドイツ皇帝ヴィルヘルム2世（従叔父）、国王カロル1世（大叔父）、王妃エリサベタ（義理の大叔母）、ロシア皇后マリヤ・フョードロヴナ（義理の大伯母）だった。ドイツ皇帝は洗礼式には出席せず、代理として次男のアイテル・フリードリヒ王子をブカレストに遣わした。また母マリアも静脈炎のために洗礼式は欠席した。　
ミルチャ（Mircea）という洗礼名は古代教会スラヴ語で「平和」「世界」を意味した「mir」という言葉から派生した名前である。王子の名前は14世紀のワラキアの支配者で、トルコ人の襲来に果敢に抵抗したルーマニア人の国民的英雄ミルチャ老公に因んでいる。ミルチャはその短い生涯のあいだ、すぐ上の姉のイレアナ王女と一緒に育てられた。イレアナ王女とニコラエ王子のガヴァネス（養育係）だったメアリー・グリーン（Mary Green）がミルチャのガヴァネスを兼務した。両親は1914年10月に玉座に就いた。ミルチャは青い目の両親とは全く違う鳶色の目をしており、実の父親はフェルディナンド1世ではなく、マリアの寵臣バルブ・シュティルベイ公爵だったとされる。
ミルチャはイレアナを母親のように崇拝し、いつも一緒に過ごしていた。

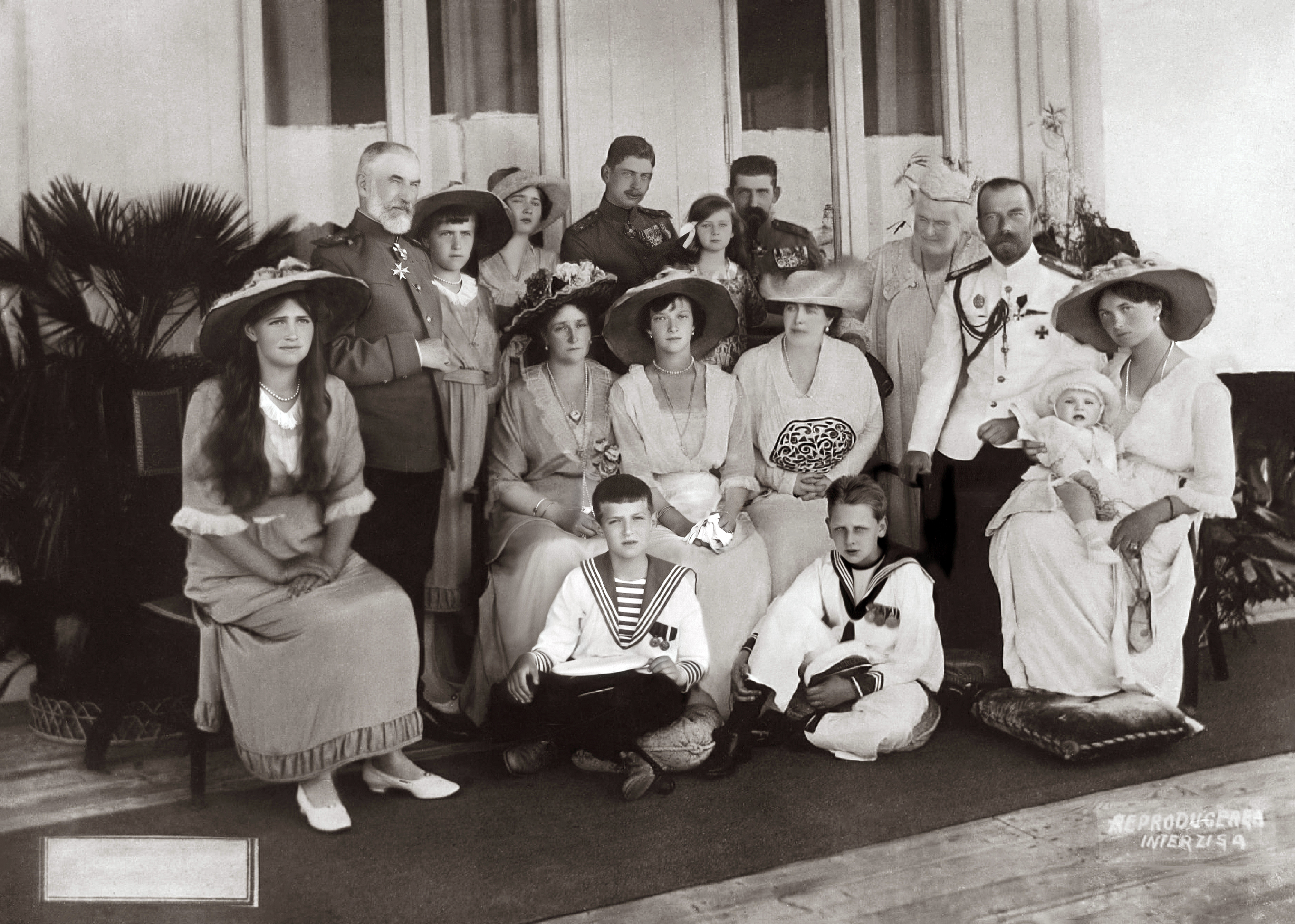
1914年、家族やロシア皇帝ニコライ二世一家との記念写真。右端でオリガ皇女に抱かれているのがミルチャ。

第1次世界大戦中の1916年初冬、ブカレスト北郊のシュティルベイ公爵家の居城ブフテア宮殿に滞在中、腸チフスにより急死した。4歳になる直前のことであった。ちょうどブカレストに敵軍が迫って首都近郊で戦闘が頻発していた時期のことであり、王家の人々はミルチャの遺体をコトロチェニ宮殿の中庭に埋めると、敵軍に占領されていない古都ヤシへ急いで避難した。王子の最初の墓碑銘には以下のように刻まれていた、
| 「 | フェルディナンド王とマリア王妃の末息子、ここに眠る。1912年12月21日に生まれ、1916年10月に死去した。死去当時は戦争中で、ルーマニアの兵士たちが民族統合という数世紀間の夢を実現させるために、自らの命を犠牲にしている時であった。2年のあいだ、王子は母国の国旗がはためくことの無くなった両親の邸宅の唯一人の守護者として、居残り続けた。私たちとともに悲痛の日々を共に過ごしながら、生きて再会することの叶わなかった王子の死を、深く悼む。 | 」 |

1920年、長兄カロル2世は恋人ジジ・ランブリノとの間に生まれた息子カロル・ランブリノに、夭折した末弟に因んだミルチャ・グリゴレ・カロル（Mircea Grigore Carol Lambrino）の名を与えた。1941年、イレアナ王女の希望により、ミルチャの遺体はブラン城の小さな礼拝堂内の、母マリア王妃の心臓が安置された場所の近くに改葬された。